# Гокон Тенсаґер
Гокон Тенсаґер (норв. Håkon Tønsager, 31 липня 1890 — 15 січня 1975) — норвезький академічний веслувальник.